# Майастра
Мэйастрэ (рум. Pasărea Măiastră, волшебная птица) — персонаж румынского фольклора, сказочная птица, помогающая Фэт-Фрумосу в его сражениях и испытаниях.
В одном цикле сказок Мэйастре удаётся похитить три золотых яблока, которые волшебная яблоня даёт раз в год. Только королевский сын может ранить и поймать её. В некоторых вариантах, раненная или схваченная, волшебная птица принимает свою настоящую форму — превращается в фею.